# Båstad Tennis Academy
Båstad Tennis Academy (BTA) är ett riksidrottsgymnasium för tennis. Det har varit ett riksidrottsgymnasium sedan 2005 och är ett samarbete mellan Båstad-Malens Tennissällskap, Båstads kommun och Tennis Sweden. BTA grundades 1985 och hette då Tretorn Tennis Academy (TTA). Det går (2009) 16 elever på skolan fördelade på fyra år. Träningen hålls på Drivananläggningen i Båstad med sex inomhusbanor och 14 utomhusbanor.